# Phyllanthus thulinii
Phyllanthus thulinii är en emblikaväxtart som beskrevs av Radcl.-sm.. Phyllanthus thulinii ingår i släktet Phyllanthus och familjen emblikaväxter. Inga underarter finns listade i Catalogue of Life.